# 鏑木海智
鏑木 海智（かぶらぎ かいち、2000年10月18日 - ）は、日本の元子役である。
東京都出身。かつてはテアトルアカデミー・劇団コスモス所属に所属していた。

## 出演

### テレビドラマ
- 土曜ワイド劇場（テレビ朝日）
  - 火災調査官・紅蓮次郎5（2005年11月5日）俊介（幼少）役
  - 火災調査官・紅蓮次郎スペシャル（2006年4月22日）俊介（幼少）役
- 役者魂! 第7話（2006年11月28日、フジテレビ）オーディションを受けた少年 役
- 鉄板少女アカネ 第8話（2006年12月3日、TBS）
- ファースト・キス 第3話（2007年7月23日、フジテレビ）進藤一流（幼少） 役
- スシ王子! 第8話（2007年9月14日、テレビ朝日）一柳洋（幼少） 役
- 暴れん坊ママ（2007年、フジテレビ）花輪大輝 役
- エジソンの母（2008年、TBS）石川祥 役
- 奇跡の動物園2008〜旭山動物園物語〜（2008年5月、フジテレビ）
- コード・ブルー -ドクターヘリ緊急救命- 第3話（2008年7月、フジテレビ）
- ひるドラ・オーバー30（2009年、TBS系・CBC制作）江藤健太 役
- リセット 第8話（2009年3月5日、日本テレビ系・読売テレビ製作）吉村駿 役
- 赤鼻のセンセイ（2009年7月8日 - 、日本テレビ）鈴木海智 役
- 霧に棲む悪魔 第23話・32話（2011年5月、東海テレビ）太一 役
- 連続テレビ小説「おひさま」 第7週 - 第11週（2011年5月 - 6月、NHK）ミチオ 役
- ランナウェイ〜愛する君のために 第5話（2011年11月24日、TBS）竹内康太 役
- ドラマスペシャル 愛・命 〜新宿歌舞伎町駆け込み寺〜（2011年12月17日、テレビ朝日）
- コドモ警察（2012年4月 - 6月、TBS系・毎日放送）渡辺稔 役
- 一休さん（2012年6月30日、フジテレビ）黙念 役
- 好好!キョンシーガール〜東京電視台戦記〜（2012年10月 - 12月、テレビ東京）バンバン（小） 役
- 大河ドラマ「八重の桜」（2013年8月、NHK）長治郎 役
- 特集ドラマ はじまりの歌（2013年9月23日、NHK）中原蒼太 役
- NHK正月時代劇「桜ほうさら」（2014年1月1日、NHK）太一 役
- おそろし〜三島屋変調百物語（2014年8月30日 - 9月27日、NHK BSプレミアム）新太 役
- 風の峠〜銀漢の賦〜（2015年1月15日 - 2月19日、NHK）十蔵 役

### 映画
- 日本沈没（2006年公開）結城海斗 役
- Mayu〜ココロの星〜（2007年9月29日公開）竹中太一（幼少） 役
- コドモ警察（2013年3月20日公開）渡辺稔 役
- 風立ちぬ（2013年7月20日公開）堀越二郎（少年期） 役（声の出演）

### テレビ番組
- ごごネタ!解決!TV（2010年1月8日 - 3月26日・10月4日 - 2011年3月28日、中部日本放送）
- ピラメキーノ（2011年8月 - 2013年、テレビ東京）タケルくん 役 / ベタ島 役

### テレビアニメ
- うさぎドロップ（2011年9月8日、フジテレビ）ノブ 役

### 舞台
- 北島三郎公演 - 敏夫 役
- 出ばやし一代（2008年6月、新宿コマ劇場）鉄平 役
- Welcome to Jubilee9 〜LEGEND OF DREAM〜（2011年1月、ブディストホール）

### MV
- mink「Sence」（2007年10月31日）
- 遊助「ひまわり」（2009年3月11日）
- 遊助「Sunshine」（2014年6月18日）

### CM
- 住友林業 きこりんの家〜らくがき篇〜
- ソフトバンク AQUOSケータイ〜予想外のいい動き・砂場篇〜（2006年）
- 伊藤園 天然ミネラルむぎ茶〜やかんねぶた篇〜（2007年） - 2代目小鶴瓶役
- マクドナルド ビッグドッグ
- 湖池屋 ポテトチップス
- ゼファーマ オイラックス〜子供歌篇〜
- コカコーラ アクティブダイエット〜歩く人々篇〜
- クラシエ ナーイブ〜発表会篇〜（2007年 - ）
- プレイステーション3　AFRIKA（2008年） - 息子 役
- ミツカン
  - 〜土曜日は手巻きの日篇〜
  - おむすび山（2012年） - 『コドモ警察』で共演した青木勁都と再共演
- マクドナルド ハッピーセット デジモンクロスウォーズ（2011年）